# Albert Simonson
Pour l’article homonyme, voir Simonson.
Albert C. Simonson est un joueur d'échecs américain né le 26 décembre 1914 à New York et mort le 16 novembre 1965 à San Juan (Porto Rico). Il remporta la médaille d'or par équipe lors de l'olympiade d'échecs de 1933 à Folkestone (il avait dix-huit ans) et fut un des meilleurs joueurs américains des années 1930. Il s'engagea pendant la Seconde Guerre mondiale et termina sergent.

## Championnats des États-Unis
En 1936, il termina deuxième de sa demi-finale du championnat des États-Unis, puis il termina deuxième de la finale du premier championnat d'échecs des États-Unis moderne remporté par Samuel Reshevsky. Avec onze points sur quinze, un demi-point derrière Reshevsky, il devançait Reuben Fine (qu'il battit), Isaac Kashdan, Arthur Dake, Abraham Kupchik, Al Horowitz, Arnold Denker et Herman Steiner. 
Lors du deuxième championnat, en 1938, il était exempté des tournois de sélection et il finit troisième de la finale avec 11 points sur 16, seulement devancé par Reshevsky et Fine, un point devant Horowitz, Kashdan et Dake. En 1940, il fut 4e-5e avec dix points sur seize (devancé par Reshevsky, Fine et Kashdan).

## Championnats duManhattan Chess Club
- 1932-1933 : onzième sur quatorze du championnat du Club d'échecs de Manhattan (Manhattan Chess Club) remporté par Reuben Fine.
- 1933-1934 : sixième avec sept points sur onze (Reuben Fine était premier).
- 1934-1935 : 5e-6e avec huit points sur treize (victoire de Kupchik et Dake).
- 1935-1936 : premier du championnat du Manhattan Chess Club, ex æquo avec Alexander Kevitz
- 1936-1937 : premier ex æquo avec Kashdan.

En 1935-1936 et 1936-1937, il perdit à chaque fois le match de départage (1 à 2). 
- 1939-1940 : il finit sixième avec dix points sur quinze, tournoi remporté par Arnold Denker.

## Autres tournois
En 1932, Simonson termina deuxième ex æquo du championnat de l'État de New York. En mai 1933, il finit deuxième ex æquo du tournoi de sélection pour l'olympiade d'échecs de 1933, tournoi disputé à New York et remporté par Fine. Grâce à ce résultat, il était qualifié pour l'olympiade disputée à Folkestone. Lors de l'olympiade, il marqua trois points sur six en tant qu'échiquier de réserve.
En juillet 1935, Simonson participa au championnat ouvert des États-Unis à Milwaukee. Il finit 2e-4e de sa demi-finale remportée par Dake, puis 4e-6e de la finale remportée par Fine devant Dake et Kashdan.